# Pristipomoides macrophthalmus
Pristipomoides macrophthalmus là một loài cá biển thuộc chi Pristipomoides trong họ Cá hồng. Loài này được mô tả lần đầu tiên vào năm 1848.

## Từ nguyên
Từ định danh macrophthalmus được được ghép bởi hai âm tiết trong tiếng Hy Lạp cổ đại: makrós (μᾰκρός; "to lớn") và ophthalmós (ὀφθαλμός; "mắt"), vì mắt của loài này được mô tả là “lớn hơn khoảng cách giữa cả hai và chiếm 1/3 chiều dài của đầu”.

## Phạm vi phân bố và môi trường sống
P. macrophthalmus có phân bố dọc theo Tây Đại Tây Dương, từ bang Florida (Hoa Kỳ) và Bermuda trải dài về phía nam, dọc theo Trung và Nam Mỹ từ Nicaragua đến Colombia, trong vịnh México từ bang Louisiana dọc theo bờ biển México đến bang Campeche và Cuba.
P. macrophthalmus sống tập trung trên các rạn san hô ở độ sâu khoảng từ 110 đến ít nhất là 550 m.

## Mô tả
Chiều dài cơ thể lớn nhất được ghi nhận ở P. macrophthalmus là 50 cm, nhưng phổ biến hơn với chiều dài khoảng 30 cm. Cá có màu hồng sẫm, nhạt hơn ở dưới bụng.
Số gai ở vây lưng: 10; Số tia vây ở vây lưng: 11; Số gai ở vây hậu môn: 3; Số tia vây ở vây hậu môn: 8; Số tia vây ở vây ngực: 15–16; Số vảy đường bên: 54–57.

## Sinh thái
Thức ăn của P. macrophthalmus là các loài cá nhỏ hơn và động vật phù du.

## Thương mại
P. macrophthalmus không phải loài được nhắm mục tiêu ở phần lớn phạm vi của chúng. Loài này đã đạt được tầm quan trọng về mặt thương mại ở Puerto Rico, chủ yếu là do sự suy giảm số lượng của loài cá hồng Lutjanus vivanus.